# Estación Cristiano Muerto
Cristiano Muerto es una estación ferroviaria clausurada, ubicada en el paraje rural homónimo del partido de San Cayetano, en la Provincia de Buenos Aires, Argentina, sobre la ruta Provincial 72, a unos 17 km al este-noreste de la localidad de Orense. Su gentilicio es "Cristianomortino".

## Servicios
Fue una estación del ramal Defferrari - Coronel Dorrego del Ferrocarril del Sud. Al nacionalizarse los ferrocarriles y reorganizarse los servicios en 1948, pasó a integrar la red del Ferrocarril General Roca. Fue clausurada con el cierre del ramal en 1961, y en 2008 el único rastro que se conservaba de ella era uno de los carteles nomencladores, ubicado a la vera de la ruta Provincial 72, que corre sobre la antigua traza del ramal.